# Хаслер, Ханс Лео
Ганс Лео Хаслер, также Хасслер (нем. Hans Leo Haßler; 26 октября 1564, Нюрнберг — 8 июня 1612, Франкфурт-на-Майне) — немецкий композитор и органист.

## Биография
Сын органиста Исаака Хаслера, родился 26 октября 1564 г. в Нюрнберге. Около 1584 г. уехал учиться в Венецию к Андреа Габриели (стал первым немецким композитором, получившим музыкальное образование в Италии). В 1586 г. стал органистом Кафедрального собора в Аугсбурге. Этот период отмечен большими творческими успехами, и имя Хаслера получило известность на юго-востоке Баварии. Позже в 1601 работал в Вене при дворе кайзера Рудольфа II, органистом в Нюрнберге (с 1602 г.) и Дрездене (с 1608 г.). Умер 8 июня 1612 г. во Франкфурте-на-Майне от туберкулёза.

## Музыка
Хаслер открыл в немецкой песне «итальянский период», способствовал значительному развитию сольного пения с аккомпанементом, практиковал в своём письме в большей степени гомофонию, чем полифонию. Наследуя ренессансные традиции венецианской школы, Хаслер одновременно ввёл в музыку стилевые элементы, типичные для  барокко.
В 1601 году в Нюрнберге Хаслер издал сборник «Сад развлечений» (полное название нем. Lustgarten neuer deutscher Gesänge, Balletti, Galliarden und Intraden) для 4-8 голосов. Особенную популярность завоевала песня из этого сборника «Mein G’müt ist mir verwirret von einer Jungfrau zart». В 1613 эта мелодия вышла в сборнике латинских и немецких духовных песен «Harmoniae sacrae», а в 1656 Пауль Герхардт написал на эту мелодию гимн «O Haupt voll Blut und Wunden», который был использован Бахом в «Страстях по Матфею».